# Cerro Mesa Ahumada
El Cerro de Mesa Ahumada, Cerro Mesa Grande o Cerro Colorado es un cerro localizado en la Región II, Zumpango, en el Estado de México, México. La mayor parte se ubica dentro del municipio de Tequixquiac, otra parte hacia el norte dentro del municipio de Apaxco y una menor parte hacia el suroeste dentro del municipio de Huehuetoca. Tiene una elevación máxima de 2600 m s. n. m.
La importancia del lugar se debe a que es un sitio de transición entre la cuenca del Valle de México y la cuenca del Valle del Mezquital, es el lugar donde las aguas del Valle de México descienden hacia el río Tula; por el Tajo de Nochistongo, del lado de Huehuetoca y el Tajo de Tequixquiac. El cerro Mesa Ahumada es una prolongación de la Sierra de Tepotzotlán hacia la Sierra de Tetzontlalpan. Es una plataforma de tierra que emergió hasta 2600 metros de altitud en tiempo de erupciones volcánicas hace miles de años. Los jagüeyes son embalses de agua de lluvia que se alimentan de los escurrimientos naturales, El Bermejo y Los Lobos, son jagüeyes donde vive el ajolote, anfibio en peligro de extinción que habita en este lugar.
En este cerro se han encontrado petroglifos considerados vestigios del arte otomí, también se han encontrado elevaciones de terreno conocidas como Los mogotes, que parecen tratarse de tumbas ceremoniales. Fue un sitio natural de vigilancia para observar el cruce de personas y soldados durante el periodo tolteca, teotihuacana y mexica.
Los habitantes civiles de los municipios de Tequixquiac y Apaxco han defendido el cerro como un patrimonio natural y han luchado por largos años para que ninguna urbanización o asentamiento humano se establezca en terrenos del cerro y sus alrededores, contra los ejidatarios y las autoridades municipales, estatales y federales, se busca que este cerro sea convertido oficialmente una nueva área natural protegida dentro del Estado de México, destinada al turismo ecológico y a la recuperación de áreas arboladas al norte de la Zona Matropolitana de la Ciudad de México, respecto al proyecto del Aeropuerto Internacional Felipe Ángeles para recarga de agua y conservación de la vida animal.

## Flora & fauna
El Cerro Mesa Ahumada o Mesa Grande, es un corredor biológico perteneciente a la Sierra de Tepotzotlán, tiene una importancia ecológica por ser una región de transición entre el Valle de México y el Valle del Mezquital, su flora y fauna es variada por el tipo de clima, se pueden encontrar bosques de encinales y al mismo tiempo matorrales desérticos.
Las plantas nativas son maguey pulquero, cardón, nopal, biznaga, órgano, cactus, sanvitalia procumbens, creosote, pepicha, jaltomate, tule, caña, barril dorado, polypodiopsida, árboles como el palodulce, mezquite, encino, tepozán, matorral, árboles frutales como el tejocote, capulín, zapote blanco y especies introducidas como el pirúl y eucalipto.
La fauna del cerro son: cacomixtle, zorrillo, tuza, tlacuache, conejo, ardilla gris, murciélago, liebre, aves como pavo, colibrí, zopilote, cenzontle, petirrojo, chingolo, correcaminos, búho, tordo, reptiles como serpiente de cascabel (algunas especies como cascabel rayada), alicante, xincoyote, serpiente chirrionera, amfibios como ajolote, rana de cañaveral, sapo e insectos como hormiga roja, abeja mielera, luciérnaga, entre otros. Los animales desaparecidos o con avistamientos escasos, a causa de la urbanización o los asentamientos humanos son el coyote, el gato montés y la zorra gris.

### Galería

Tigridia.
Cardón.
Maguey pulquero.
Biznaga.
Helecho.
Tejocote.
Palo dulce.
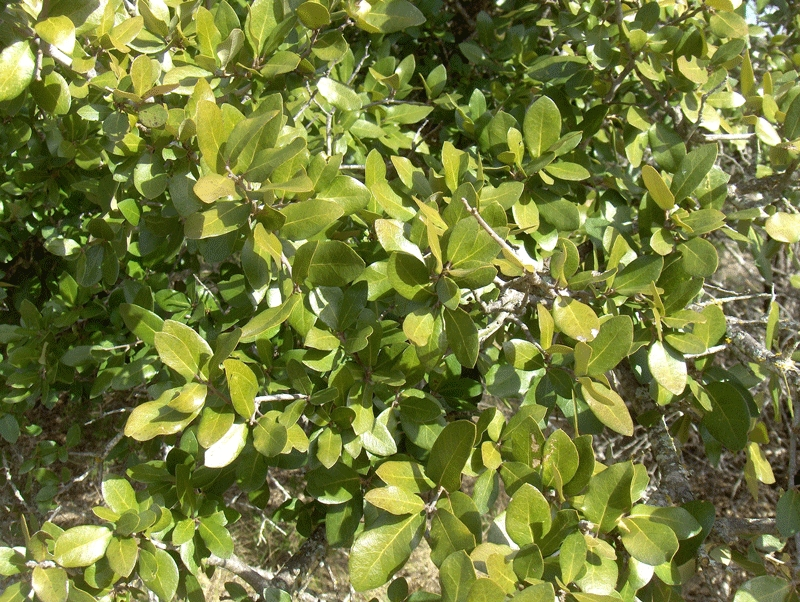
Encino cimarrón.
Encinilla.
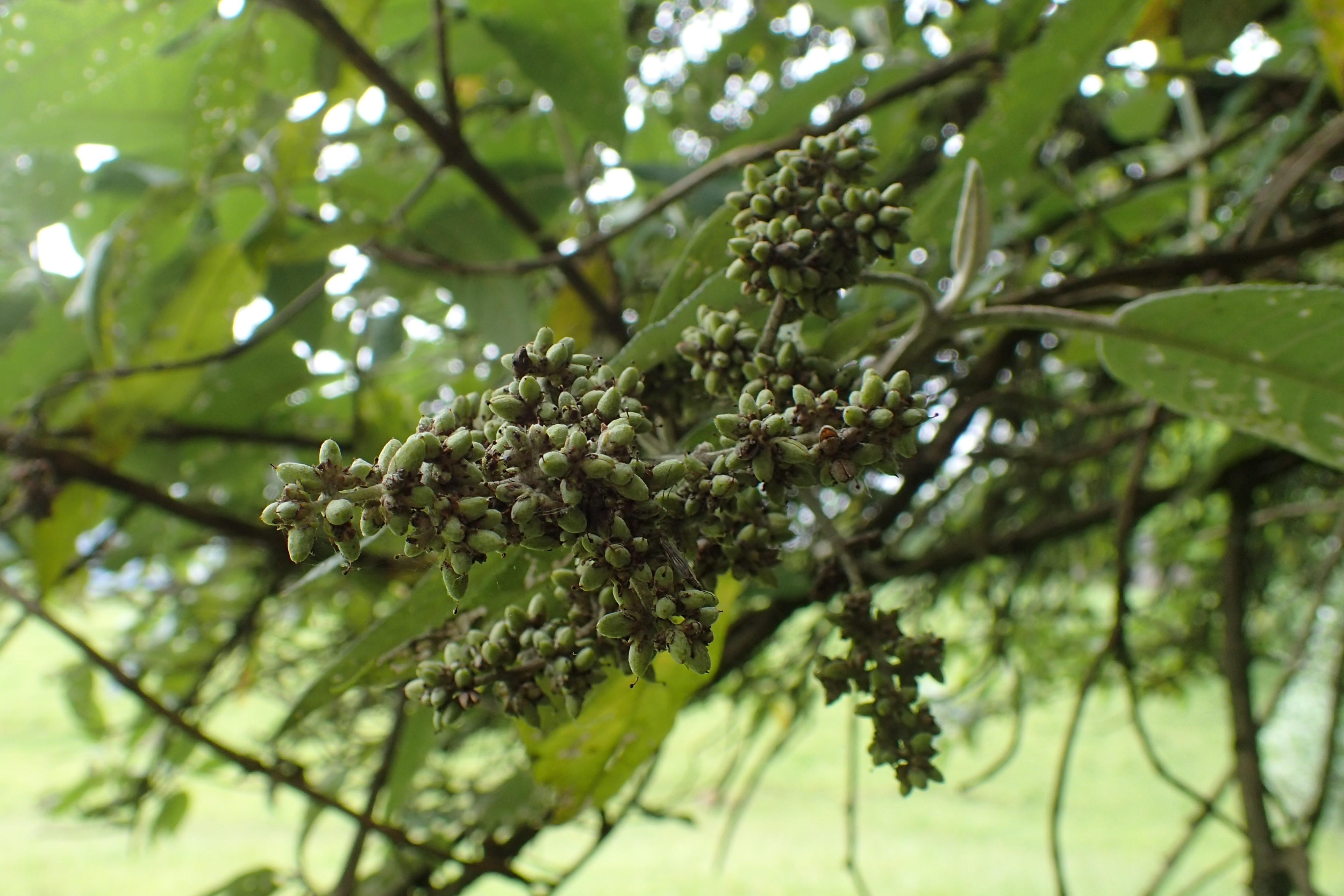
Tepozán.
Flor de San Juan.
Huizache.
Tlacuache.
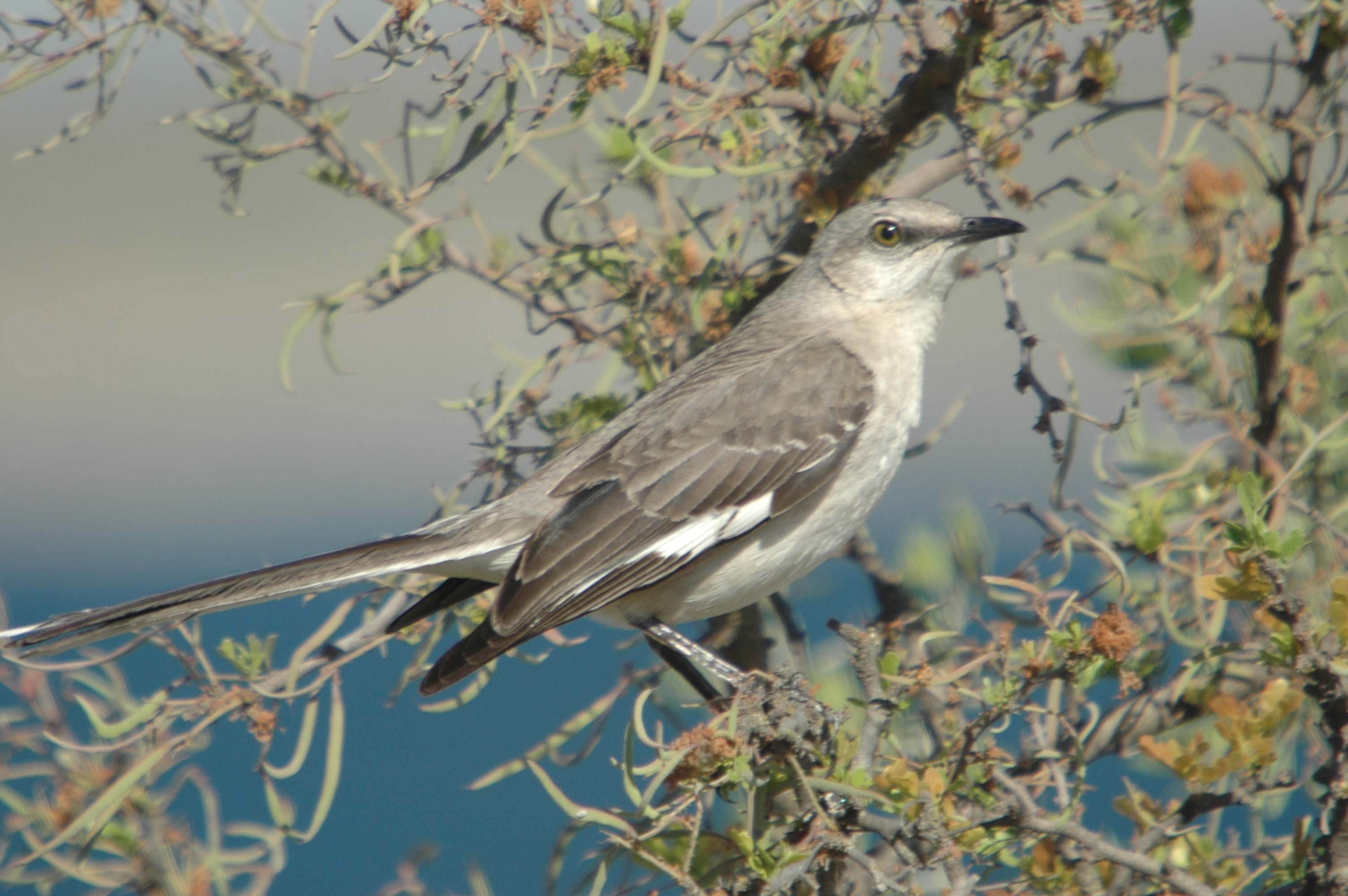
Cenzontle.
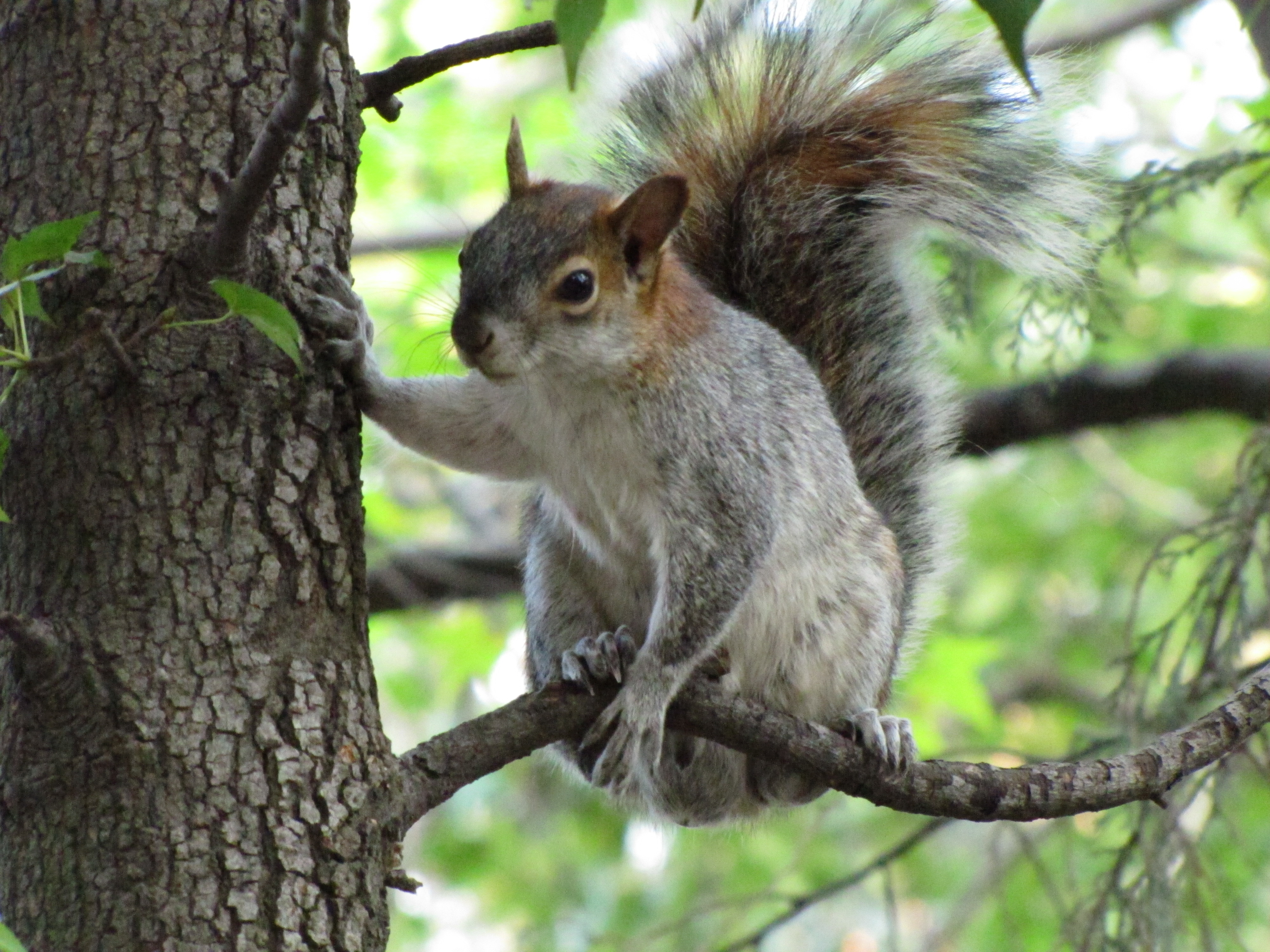
Ardilla gris.
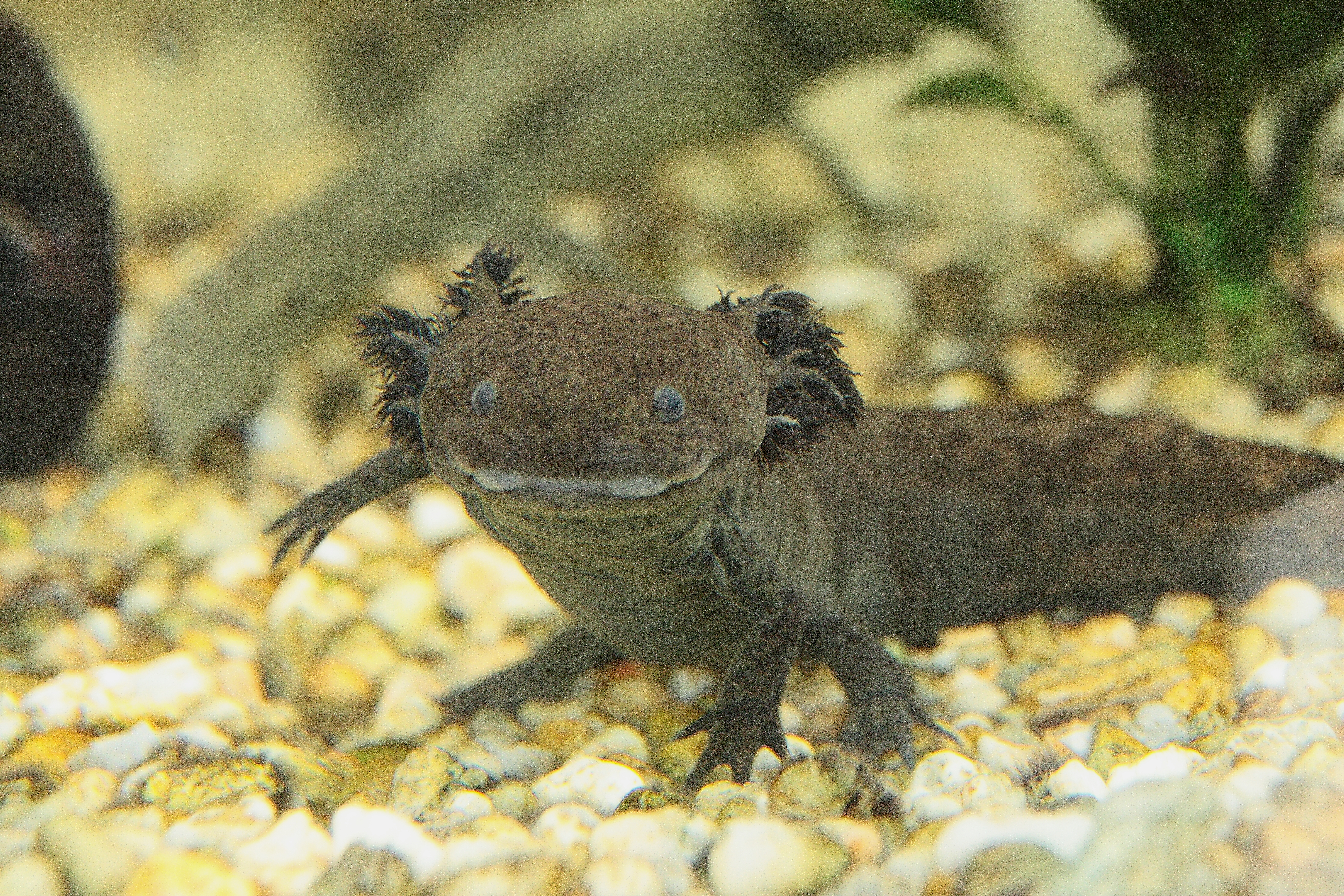
Ajolote.
Chincoyote.
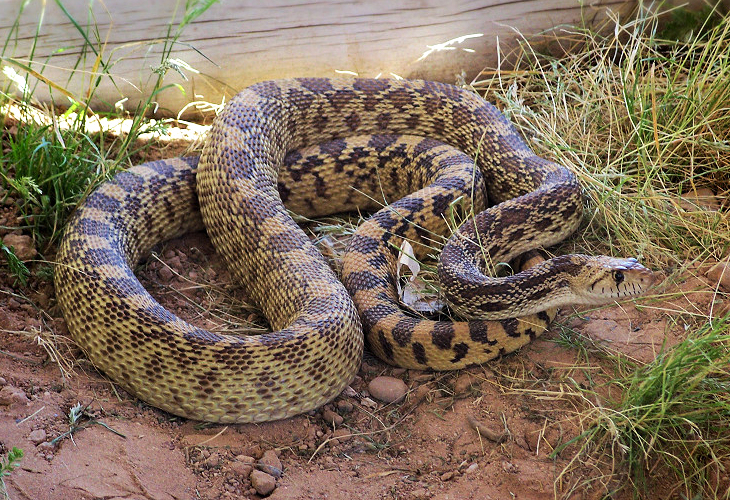
Cincoate.
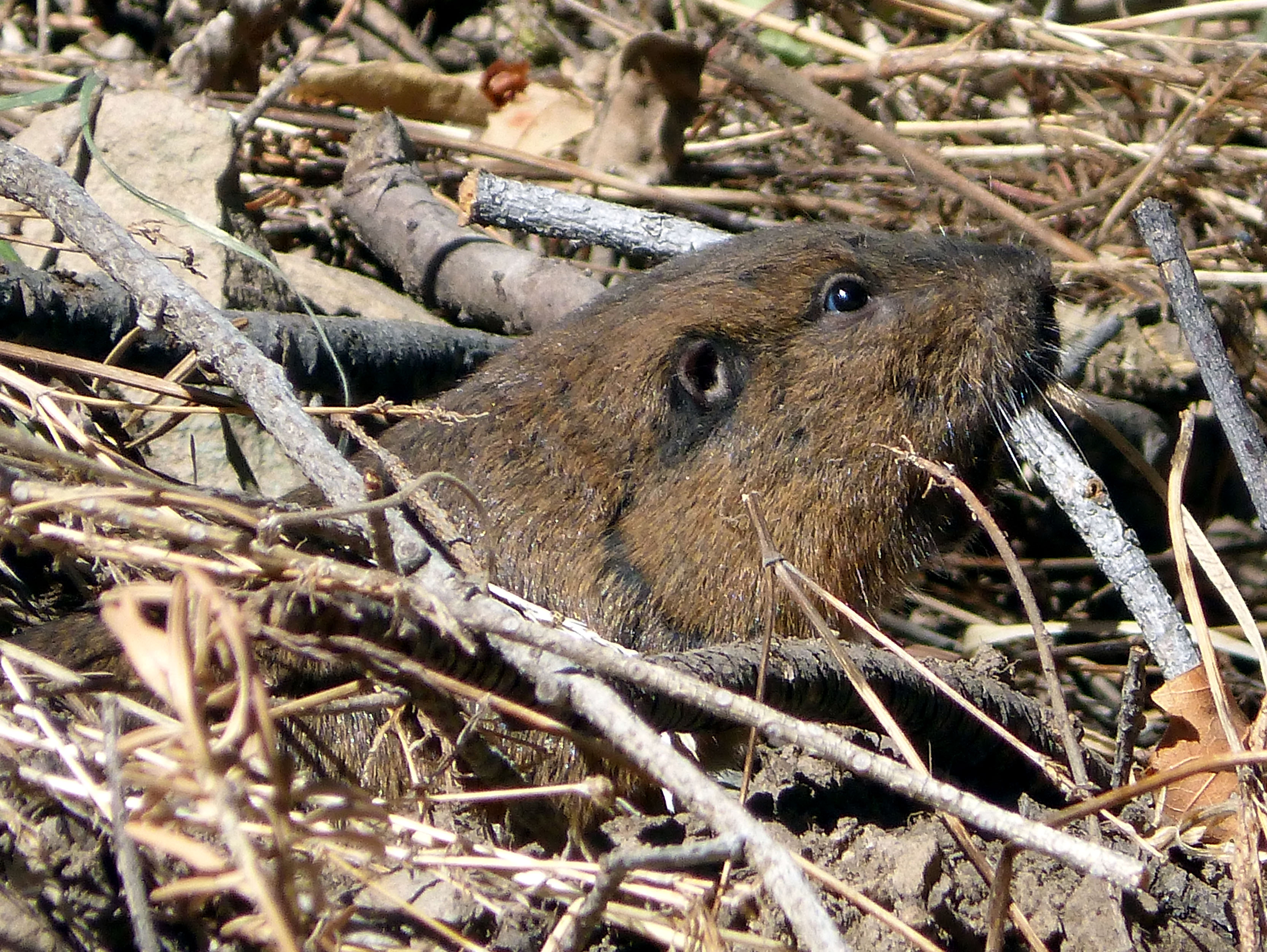
Tuza.
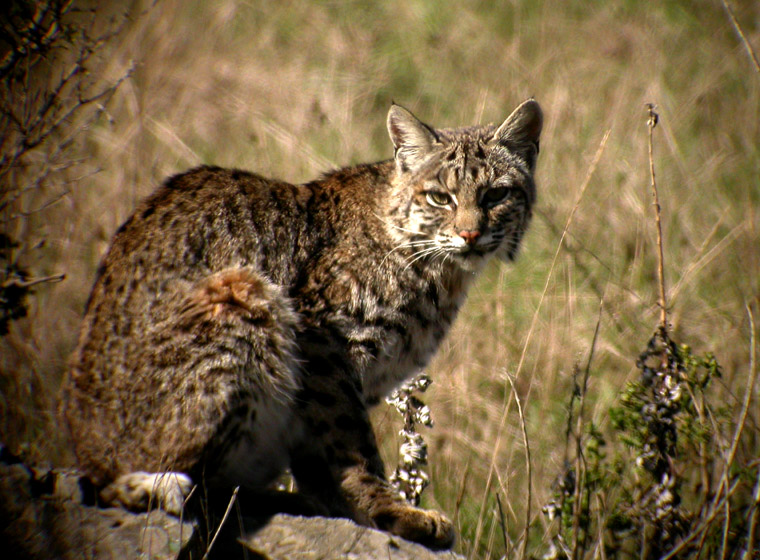
Gato Montés.
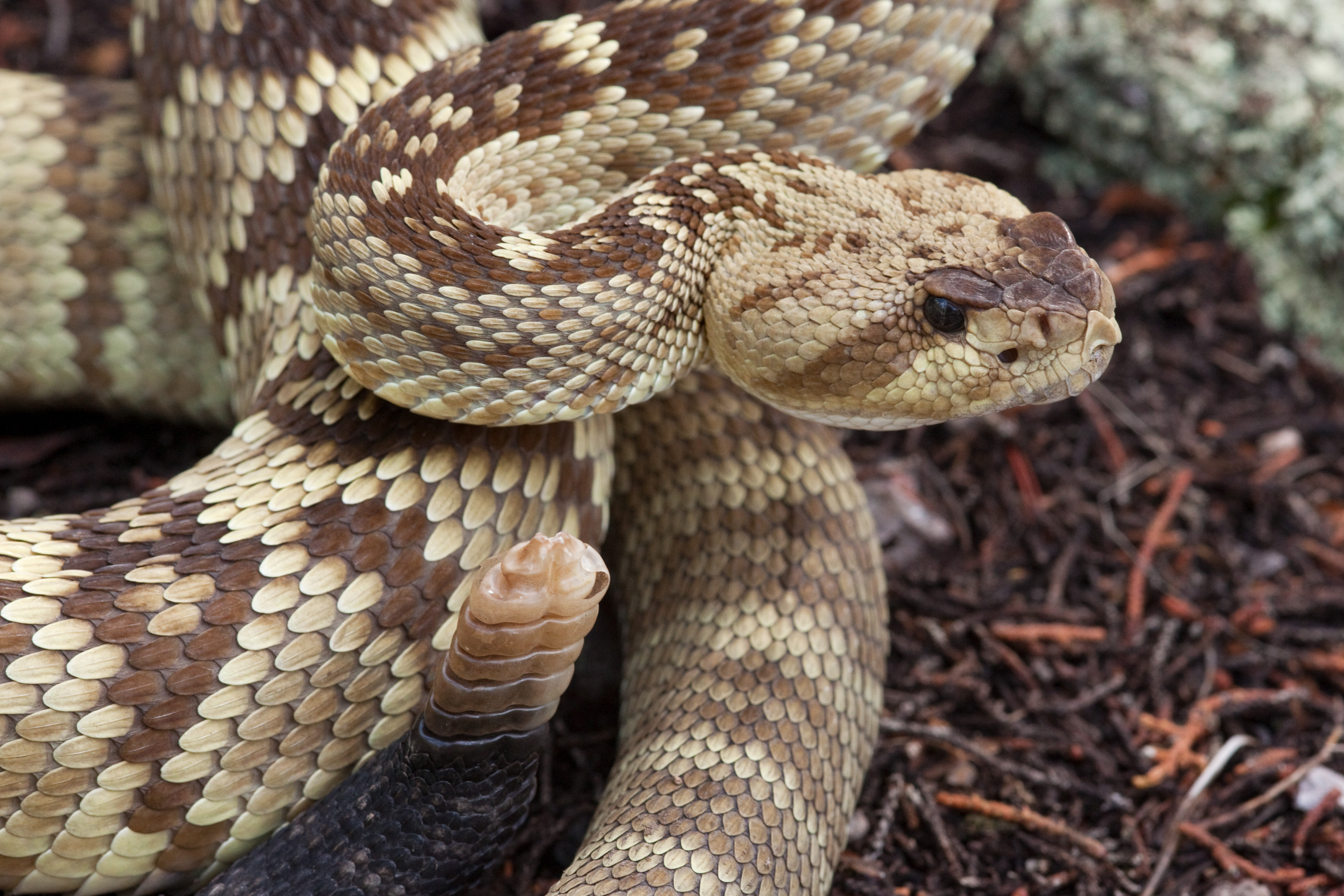
Cascabel.
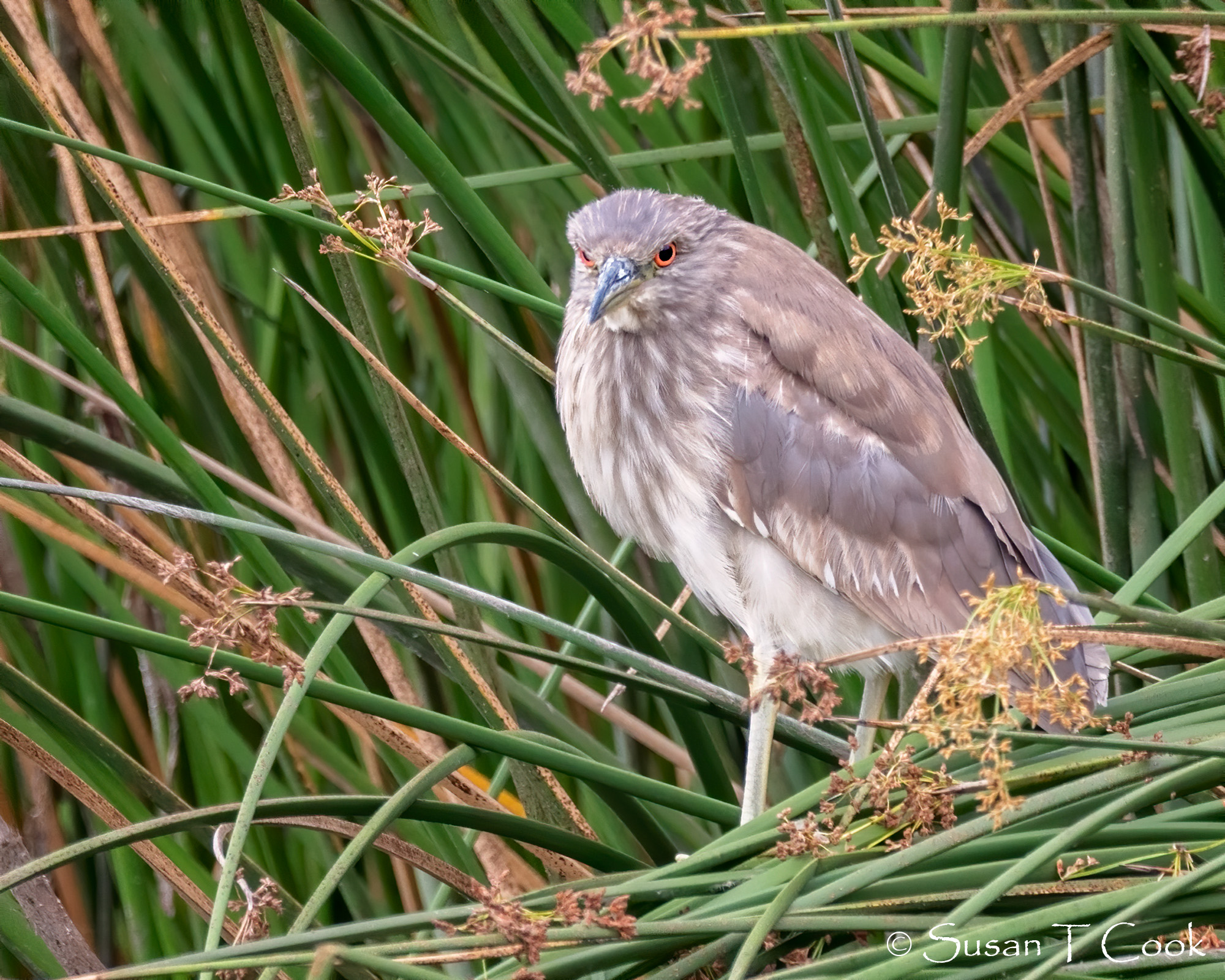
Perro de agua.
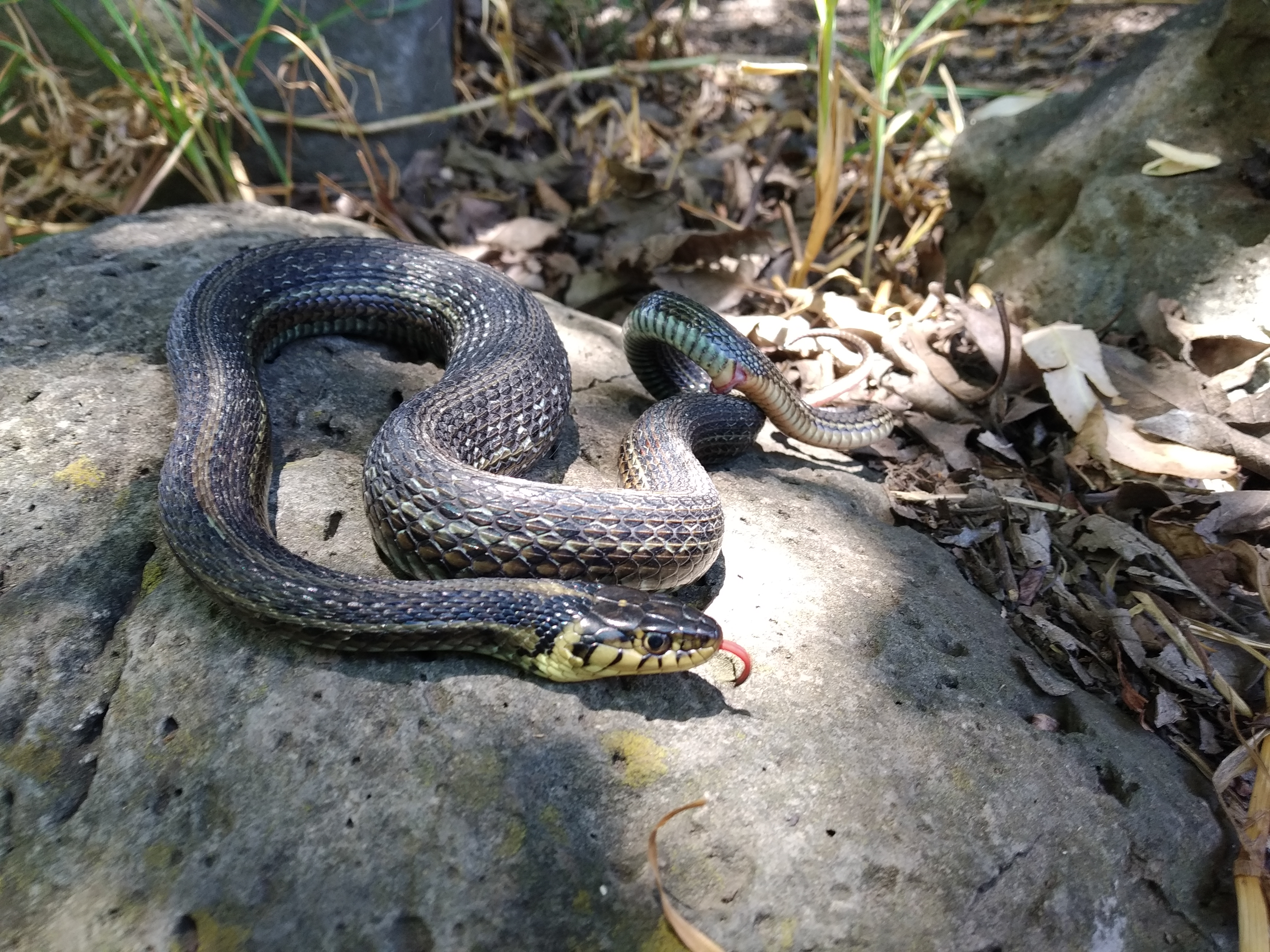
Serpiente chirrionera.
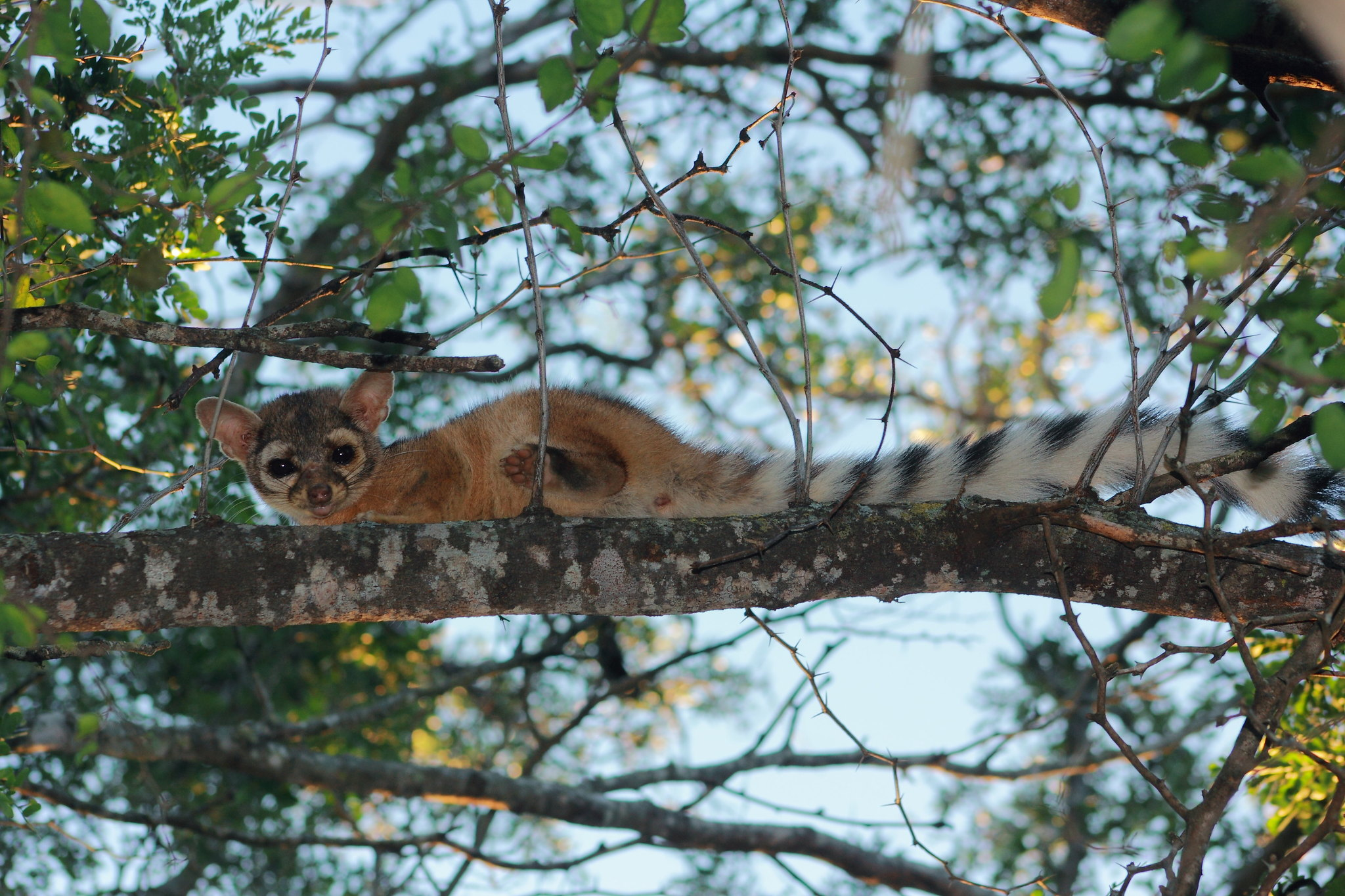
Cacomixtle.

## Los Mogotes

Petroglifo hallado en el cerro Mesa Ahumada.

En la mesa alta del cerro, hacia el noroeste, hay un sitio arqueológico llamado Los Mogotes. Este lugar fue ocupado por tribus otomíes y nahuas, aquí no solo existen unos simples vestigios prehispánicos, también hay petroglifos en las rocas. Este sitio fue descubierto en 1984 por personas locales, está ubicado en la ladera de Mesa a 2250 m s. n. m. cuando los arqueólogos del INAH visitaron esta área con los lugareños.
Los Mogotes tiene 8 basamentos y una pequeña plataforma, estos corresponden a los llamados grupos Coyotlatelco y Mazapa del período clásico tardío o epiclásico (800-1000 aC), este sitio probablemente fue construido para actividades militares para vigías de personas chichimecas con observaciones astronómicas, actividades funerarias y vivienda. El lugar ha sufrido saqueos, pero se encontraron algunos objetos de obsidiana, piedra, huesos humanos y arcos de barro.

Vestigios arqueológicos en la zona denominada Los Mogotes.

En las laderas orientales del cerro hay petroglifos, son figuras antropomórficas de hombres y mujeres, el grabado de un tonatiuh o tonalli, un ollin nahui y símbolos de cruz concéntrica que probablemente representan estrellas o ubicaciones. Los alrededores de la mesa estaban atados por muchos grupos nómadas, soldados y mercaderes, por lo que era una vigilancia y defensa imprescindible para el puesto de vigilancia porque en la mesa se observan los valles. En el altépetl de Tequixquiac se produjeron muchos enfrentamientos entre otomíes, aztecas, tlaxcaltecas y texcocanos; la planicie de la mesa era un lugar para observar el paso de gente y soldados de tribus enemigas durante el periodo tolteca y durante el dominio mexica.
En el año 2018, arqueólogos de la Universidad Nacional Autónoma de México, la Universidad de Arizona y de la Universidad de Texas, iniciaron actividades de exploración de los yacimientos arqueológicos hallados en la cima norte del cerro, para dar un estudio mucho más profundo sobre este sitio arqueológico poco conocido; el resguardo fue bastante vigilado debido al saqueo y el robo de tumbas prehispánicas.

## Degradación ambiental

Unidades habitacionales en Huehuetoca, amenazan el equilibrio ecológico del cerro.

Activistas de ECOPIL en defensa de la fauna del cerro.

La especulación inmobiliaria causada por las autoridades del Estado de México, durante el gobierno de Arturo Montiel Rojas, numerosas empresas reconocían las faldas del cerro como su propiedad, entre ellas la empresa Wilk SA. Se planeaba realizar una extensa zona urbanizada sobre el cerro Mesa Ahumada entre los municipios de Tequixquiac, Apaxco y Huehuetoca, para cumplir las expectativas de crecimiento de las ciudades Bicentenario de Zumpango y Huehuetoca, la corrupción entre autoridades locales y ejidatarios solo pudo concretar la urbanización en Huehuetoca, el resto de los municipios entraron en severos conflictos legales con las autoridades agrarias y gubernamentales por despojo de tierra.
La importancia del lugar, es por la recarga de aguas subterráneas que de la cual depende la recuperación de mantos freáticos para la Ciudad de México para evitar hundimientos y desabasto de pozos de agua. Debido su importancia ecológica, para evitar desastres naturales de mayor impacto, así como la tenencia de tierra a autoridades ejidales, el cerro Mesa Ahumada fue un caso de corrupción para promover la urbanización y dañar al medio ambiente. Muchos alcaldes y autoridades locales fueron culpables del deterioro ecológico por los permisos otorgados para la urbanización dentro de los planes de desarrollo urbano municipal (solo el caso de Huehuetoca y Apaxco).
Ante la amenaza de la expansión urbana hacia el norte del estado, surge Ejidatarios de Santiago Tequixquiac, Ejidatarios de Santa María Apaxco, ECOPIL Asociación Civil y otros grupos ecologistas y agrarios, logrando vincular a los municipios de Apaxco y Tequixquiac para proteger la flora y la fauna del cerro de la Ahumada ante una amenaza de devastación natural por particulares a través de fraccionamientos habitacionales. Se han desarrollado campañas de reforestación de flora nativa como huizaches, mezquites, nopales y magueyes con los habitantes locales, para mostrar la importancia biológica de una de las zonas desérticas del Estado de México, como una zona de transición ecológica entre el Valle del Mezquital y el Valle de México.
No solo la construcción de unidades habitacionales y asentamientos irregulares de campesinos son una amenaza para el equilibrio ecológico de la región, también la sobre-explotación de los recursos naturales vuelve vulnerable a este lugar, tales como la tala inmoderada, la deforestación, la introducción de la ganadería (que fue otro factor para la erosión del suelo), la basura de los visitantes y la cacería furtiva de forma clandestina que pone en peligro a especies de animales como aves, mamíferos y reptiles.

### Programas de recuperación ambiental
La fauna endémica del Cerro Mesa Ahumada se ha ido recuperando en pocos años, los turistas o visitantes vuelven a observar anfibios, aves rapaces, mamíferos como murciélagos, insectos y varios reptiles gracias a los programas de protección a la fauna, así como reforestación de las arboledas de mezquites, capulines, tejocotes, palos dulces y encinos que se han ido recuperando al paso de los años evitando la erosión del suelo y la desertificación. Una de las especies de reptil que más se ha aumentado su población es la víbora de cascabel, la cual era usada por los lugareños como remedio medicinal o era cazada por su piel y carne; pero, que en años recientes, ha tenido un crecimiento considerable en toda la zona forestal y ha sido una causa de avistamientos de aves que se alimentan de serpientes de cascabel como águilas, halcones, lechuzas y gavilanes o mamíferos como el gato montés, pero al mismo tiempo ha aumentado la picadura de serpientes en los visitantes.

## Turismo

La Mesa Grande, zona de campismo y senderismo.

El turismo ecológico ha sido una de las estrategias que han evitado el avance de la destrucción del lugar, los municipios de Tequixquiac y Apaxco se han visto beneficiados con el arribo de visitantes nacionales y extranjeros en cuanto a hospedaje, alimentación y servicios, entre los turistas se encuentran académicos, universitarios, deportistas y curiosos que se ven atraídos por los atractivos naturales, paleontológicos y arqueológicos. La Vuelta Sacra, es un evento deportivo internacional de ciclismo de montaña que se ha realizado, por un comité organizador del Club Camaleones, para la promoción de áreas naturales de esta región.
El Cerro Mesa Ahumada es una maravilla de la geología que atrae turistas y visitantes locales, los senderistas disfrutan nuevamente de la naturaleza, algunos pernoctan en la cima del mesa y otros en las faldas del cerro; se ha retirado la actividad ganadera y se ha prohibido la urbanización para recuperar el suelo erosionado y los mantos freáticos del subsuelo que abundan en el interior de esta formación orográfica. Desde tiempos prehispánicos es un sitio de observación y vigilancia de los valles donde se ubica dicho cerro.

## Escándalos políticos

### Ciudades bicentenario
Con la intención del obtener un plan de Desarrollo Urbano para el municipio, con la intención de cambiar el uso del suelo de las áreas naturales protegidas y los núcleos ejidales del municipio, diversos presidentes municipales están acusados de actos de corrupción por ceder terrenos naturales a empresarios, iniciando el conflicto con Alonso Gustavo Donís al intentar construir una Ciudad Bicentenario conjuntamente con el gobierno estatal. Jorge Sánchez y los ejidatarios demandan al gobierno del estado y al alcalde Alonso Gustavo Donis por actos de corrupción y especulación inmobiliaria en áreas naturales del municipio.

### Cambio de uso del suelo
Conflicto del periodo de Salvador Raúl Vásquez Valencia, donde su secretario del ayuntamiento, Ernesto Vega Ramírez, cambian el uso del suelo de terrenos ejidales a propiedad privada, obligando a ejidatarios a vender tierras comunales; durante el gobierno de Salvador Raúl Vásquez se suscitaron persecuciones, agresiones violentas y desvíos de dinero del erario público, actuando contra integrantes del propio ayuntamiento, ciudadanos y ejidatarios.